# Pelargonium cucullatum
Pelargonium cucullatum és una espècie herbàcia perenne de la família de les Geraniaceae. Aquesta espècie fragant, arbustiva i de mida petita florent, proporciona bellesa i color durant tot l'any a qualsevol jardí àrid i rocós. És el pare de molts híbrids de Pelargonium moderns, és un arbust resistent i generalitzat, que creixen en els vessants de sorra i granit al llarg de la costa de la badia de Saldanha a Baardskeerdersbos. Quan estan en flor, les plantes estan cobertes d'un color rosat, porpra i són els geranis més conspicus (aparents) al sud del Cap Occidental, especialment quan creixen en masses denses. La planta va ser introduïda en el cultiu a Anglaterra per Bentick en 1690. Pelargonium cucullatum deriva el seu nom per la semblança de la forma de la fruita al pic d'una cigonya (pelargos en grec). El nom específic cucullatus deriva d'una expressió llatina que significa "caputxa" i es refereix a la forma de les fulles buides.

## Morfologia
Pelargonium cucullatum és un arbust bastant alt i en expansió que creix a una alçada de més de 2 m. L'arbust es ramifica amb la part inferior de la tija principal convertir-se en força llenyosa. Les fulles són més o menys rodones o amb forma de ronyó i de copa, de vegades suculentes. Quan aixafat les fulles d'algunes formes emeten una olor forta, dolça. Les fulles són d'uns 5-8 cm d'ample, gira cap amunt, lleugerament incisió i tenir puntes vermelloses. Tant les tiges i les fulles són peludes. Les flors venen en molts tons, que van de la foscor a la llum malva i rosa; i de tant en tant, també es troben formes blanques. Les venes de les flors són ratllades porpra i són prominents en els cinc pètals. Estan lleugerament perfumades. Els pol·linitzadors com els sunbirds, ocells de la família dels Nectariniidae, les papallones, les mosques de bec llarg i les arnes han estat tots observats visitant les flors.

## Ecologia
És una espècie bastant comuna i, per tant, no té cap estat de conservació establert. Pelargonium cucullatum és una espècie nativa de Sud-àfrica on hi té un ampli rang de distribució. El gènere Pelargonium pertany a una gran família d' 11 gèneres i 800 espècies en el món tropical i subtropical.

## Usos
Tradicionalment aquest Pelargonium s'usa amb fins medicinals per curar els còlics, malalties renals, diarrea, tos i febre. Les fulles s'utilitzen com a cataplasma per contusions, picades i abscessos. Al segle xix va ser utilitzat com a planta ornamental a Ciutat del Cap. També és útil com a flor de tall, ja que les branques duren moltes setmanes a l'aigua.